# Коле Санта Луча (Белуно)
Коле Санта Луча (итал. Colle Santa Lucia) је насеље у Италији у округу Белуно, региону Венето.
Према процени из 2011. у насељу је живело 418 становника. Насеље се налази на надморској висини од 1432 м.

## Становништво
| 1931. | 1936. | 1951. | 1961. | 1971. | 1981. | 1991. | 2001. | 2011. |
| ----- | ----- | ----- | ----- | ----- | ----- | ----- | ----- | ----- |
| 719   | 664   | 677   | 623   | 603   | 556   | 480   | 418   | 391   |